# Liste von auf dem Hietzinger Friedhof bestatteten Persönlichkeiten
Koordinaten: 48° 10′ 33,6″ N, 16° 17′ 58″ O
Die Liste von auf dem Hietzinger Friedhof bestatteten Persönlichkeiten enthält Angaben zu bekannten Persönlichkeiten, deren Grabstellen sich auf dem Hietzinger Friedhof befinden oder befanden.

## Gräber
| Name                                        | Geb.     | Gest. | Angaben zur Person                                                                                            | Standort                  | Status                                                                     | Foto |
| ------------------------------------------- | -------- | ----- | --- | ------------------------- | -------------------------------------------------------------------------- | ---- |
| Moritz von Auffenberg                       | 1852     | 1928  | General der Infanterie, Kriegsminister                                                                        | Gr. 49, Nr. 235           | Ehrenhalber in Obhut genommenes Grab                                       |      |
| Anton von Banhans                           | 1825     | 1902  | Handelsminister                                                                                               | Gr. 17, R. 7, Nr. 303/304 | Ehrenhalber in Obhut genommenes Grab                                       |      |
| Friedrich Beck (Maler)                      | 1873     | 1921  | Maler | Gr. 17, R. 3, Nr. 128     | Ehrenhalber in Obhut genommenes Grab                                       |      |
| Otto Benesch                                | 1896     | 1964  | Direktor der Albertina                                                                                        | Gr. 4, Nr. 7              | Ehrenhalber in Obhut genommenes Grab                                       |      |
| Alban Berg                                  | 1885     | 1935  | Komponist | Gr. 49, Nr. 24F           | Ehrenhalber in Obhut genommenes Grab                                       |      |
| Josef von Bezecny                           | 1829     | 1904  | Generalintendant des Hoftheaters                                                                              | Gr. 4, Nr. 80             | Ehrenhalber in Obhut genommenes Grab                                       |      |
| Karl Biedermann                             | 1890     | 1945  | Major, Widerstandskämpfer gegen den Nationalsozialismus                                                       | Gr. 66, R. 19, Nr. 5/6/7  | Ehrenhalber in Obhut genommenes Grab                                       |      |
| Richard von Bienerth-Schmerling             | 1863     | 1918  | Ministerpräsident                                                                                             | Gr. 5, Nr. 52             | Ehrenhalber in Obhut genommenes Grab                                       |      |
| Barbara Bogner                              | 1797     | 1878  | Malerin, Sängerin, Schwester von Katharina Fröhlich                                                           | Gr. 7, Nr. 53             | Ehrenhalber in Obhut genommenes Grab                                       |      |
| Carlo Böhm                                  | 1917     | 1997  | Schauspieler                                                                                                  | Gr. 74, R. 6, Nr. 9       | Ehrenhalber gewidmetes Grab                                                |      |
| Franz Conrad von Hötzendorf                 | 1852     | 1925  | Feldmarschall                                                                                                 | Gr. 37, R. 1, Nr. 1       | Ehrenhalber in Obhut genommenes Grab                                       |      |
| Heinz Conrads                               | 1913     | 1986  | Schauspieler, Conferencier                                                                                    | Gr. 16, Nr. 35E           | Ehrenhalber gewidmetes Grab                                                |      |
| Ignaz Czapka von Winstetten                 | 1791     | 1881  | Bürgermeister von Wien                                                                                        | Gr. 13, Nr. 77            | Ehrenhalber in Obhut genommenes Grab                                       |      |
| Ernst Décsey                                | 1870     | 1941  | Musikschriftsteller                                                                                           | Gr. 58, Nr. 328           | Ehrenhalber in Obhut genommenes Grab                                       |      |
| Anton Dermota                               | 1910     | 1989  | Kammersänger                                                                                                  | Gr. 58, Nr. 371           | Ehrenhalber gewidmetes Grab                                                |      |
| Gustav Dolezal                              | 1854     | 1917  | Schauspieler                                                                                                  | Gr. 40, Nr. 8B            | Ehrenhalber in Obhut genommenes Grab                                       |      |
| Gottfried von Einem                         | 1918     | 1996  | Komponist | Gr. 60, R. 7, Nr. 18      | Ehrenhalber gewidmetes Grab                                                |      |
| Heinrich Eisenbach                          | 1870     | 1923  | Kabarettist, Schauspieler                                                                                     | Gr. 12, Nr. 150           | Ehrenhalber gewidmetes Grab                                                |      |
| Ludwig Eisenberg                            | 1858     | 1910  | Lexikograph, Schriftsteller                                                                                   | Gr. 22, Nr. 23            | Ehrenhalber in Obhut genommenes Grab                                       |      |
| Fanny Elßler                                | 1810     | 1884  | Solotänzerin                                                                                                  | Gr. 6, Nr. 12A            | Ehrenhalber in Obhut genommenes Grab                                       |      |
| Eduard Fischer                              | 1862     | 1935  | Generalmajor, Verteidiger der Bukowina                                                                        | Gr. 49, Nr. 234           | Ehrenhalber in Obhut genommenes Grab                                       |      |
| August Forstner                             | 1876     | 1941  | Nationalratsabgeordneter                                                                                      | Gr. 17, R. 3 Nr. 142      | Ehrenhalber in Obhut genommenes Grab                                       |      |
| Johanna Franul von Weißenthurn              | 1773     | 1847  | Schauspielerin, Schriftstellerin                                                                              | Gr. 5, Nr. 31             | Ehrenhalber in Obhut genommenes Grab                                       |      |
| Gerhard Fritsch                             | 1924     | 1969  | Schriftsteller, Lyriker                                                                                       | Gr. 57, Nr. 110           | Ehrenhalber gewidmetes Grab                                                |      |
| Anna Fröhlich                               | 1793     | 1880  | Sängerin, Schwester von Katharina Fröhlich                                                                    | Gr. 7, Nr. 53             | Ehrenhalber in Obhut genommenes Grab                                       |      |
| Katharina Fröhlich                          | 1800     | 1879  | Sängerin, Freundin von Franz Grillparzer                                                                      | Gr. 7, Nr. 53             | Ehrenhalber in Obhut genommenes Grab                                       |      |
| Joseph Giampietro                           | 1866     | 1913  | Schauspieler, Komiker                                                                                         | Gr. 43, Nr. 40            | Ehrenhalber in Obhut genommenes Grab                                       |      |
| Karl Gölsdorf                               | 1861     | 1916  | Lokomotiv-Konstrukteur                                                                                        | Gr. 31, Nr. 23            | Ehrenhalber in Obhut genommenes Grab                                       |      |
| Bruno Granichstaedten                       | 1879     | 1944  | Komponist, Pianist                                                                                            | Gr. 46, Nr. 31            | Ehrenhalber in Obhut genommenes Grab                                       |      |
| Franz Grillparzer                           | 1791     | 1872  | Dichter, Schriftsteller                                                                                       | Gr. 13, Nr. 107           | Ehrenhalber in Obhut genommenes Grab                                       |      |
| Auguste Groner                              | 1850     | 1929  | Städtische Lehrerin, Schriftstellerin                                                                         | Gr. 4, Nr. 88             | Ehrenhalber in Obhut genommenes Grab                                       |      |
| Richard Groner                              | 1853     | 1931  | Wiener Lokalhistoriker, Journalist                                                                            | Gr. 4, Nr. 88             | Ehrenhalber in Obhut genommenes Grab                                       |      |
| Raimund Grübl                               | 1847     | 1898  | Bürgermeister von Wien (1894–1895)                                                                            | Gr. 11, Nr. 118           | Ehrenhalber in Obhut genommenes Grab                                       |      |
| Mizzi Zwerenz (eigentlich Maria Gutmann)    | 1876     | 1947  | Schauspielerin                                                                                                | Gr. 29, Nr. 9             | Ehrenhalber in Obhut genommenes Grab                                       |      |
| Anton Hanak                                 | 1875     | 1934  | Bildhauer | Gr. 5, Nr. 120            | Ehrenhalber in Obhut genommenes Grab                                       |      |
| Gerhard Hanappi                             | 1929     | 1980  | Fußballspieler, Architekt                                                                                     | Gr. 63, R. 3, Nr. 7       | Ehrenhalber in Obhut genommenes Grab                                       |      |
| Franz Hanselmayer                           | 1815     | 1906  | Letzter Bürgermeister der Gemeinde Hietzing                                                                   | Gr. 4, Nr. 36             | Ehrenhalber in Obhut genommenes Grab                                       |      |
| Karl Hartl                                  | 1899     | 1978  | Filmregisseur                                                                                                 | Gr. 65, Nr. 2/3/4         | Ehrenhalber in Obhut genommenes Grab                                       |      |
| Carry Hauser                                | 1895     | 1985  | Akademischer Maler, Bühnenbildner, Dichter                                                                    | Gr. 67, R. 11, Nr. 12     | Ehrenhalber in Obhut genommenes Grab                                       |      |
| Moriz Heider                                | 1816     | 1866  | Begründer der wissenschaftlichen Zahnmedizin                                                                  | Gr. 6, Nr. 29             | Ehrenhalber gewidmetes Grab                                                |      |
| Joseph Hellmesberger junior                 | 1855     | 1907  | Komponist, Violinist, Dirigent                                                                                | Gr. 6, Nr. 29             | Ehrenhalber in Obhut genommenes Grab                                       |      |
| Peter Hey                                   | 1914     | 1994  | Kabarettist, Schauspieler                                                                                     | Gr. 22, Nr. 27            | Ehrenhalber gewidmetes Grab                                                |      |
| Egon Hilbert                                | 1899     | 1968  | Staatsoperndirektor                                                                                           | Gr. 46, Nr. 25C           | Ehrenhalber in Obhut genommenes Grab                                       |      |
| Otto Hofner                                 | 1879     | 1946  | Akademischer Bildhauer, Medailleur                                                                            | Gr. 35, Nr. 8B            | Ehrenhalber gewidmetes Grab                                                |      |
| Felix Hubalek                               | 1908     | 1958  | Journalist, Schriftsteller                                                                                    | Gr. 58, Nr. 253           | Ehrenhalber in Obhut genommenes Grab                                       |      |
| Alfred Huth                                 | 1918     | 1945  | Hauptmann, Widerstandskämpfer                                                                                 | Gr. 66, R. 19, Nr. 6      | Ehrenhalber in Obhut genommenes Grab                                       |      |
| Wenzel Hybler                               | 1847     | 1920  | Stadtgartendirektor                                                                                           | Gr. 34, Nr. 8H            | Ehrenhalber in Obhut genommenes Grab                                       |      |
| Johann Jaray                                | 1906     | 1990  | Regisseur, Kammerschauspieler                                                                                 | Gr. 13, Nr. 46            | Ehrenhalber in Obhut genommenes Grab                                       |      |
| Josef Josephi                               | 1852     | 1920  | Sänger, Schauspieler                                                                                          | Gr. 40, Nr. 24H           | Ehrenhalber in Obhut genommenes Grab                                       |      |
| Karl Kalwoda                                | 1896     | 1951  | Schauspieler                                                                                                  | Gr. 66, R. 3, Nr. 1       | Ehrenhalber in Obhut genommenes Grab                                       |      |
| Wilhelm Karczag                             | 1857     | 1923  | Schriftsteller, Theaterdirektor                                                                               | Gr. 38, R. 1, Nr. 1       | Ehrenhalber in Obhut genommenes Grab                                       |      |
| Karl Karger                                 | 1848     | 1913  | Maler, Illustrator                                                                                            | Gr. 18, R. 4, Nr. 90      | Ehrenhalber in Obhut genommenes Grab                                       |      |
| Louise Kartousch                            | 1886     | 1964  | Schauspielerin, Charaktertänzerin, Operettensängerin                                                          | Gr. 17, R. 5, Nr. 320     | Ehrenhalber in Obhut genommenes Grab                                       |      |
| Wilhelm Freiherr von Kerpen                 | 1741     | 1823  | Feldzeugmeister                                                                                               | Gr. 4, Nr. 8              | Ehrenhalber in Obhut genommenes Grab                                       |      |
| Gustav Klimt                                | 1862     | 1918  | Akademischer Maler                                                                                            | Gr. 4, Nr. 194/195        | Ehrengrab                                                                  |      |
| Marie Emilie Auguste Koberwein              | 1819     | 1895  | Schauspielerin                                                                                                | Gr. 15, Nr. 35E           | Ehrenhalber in Obhut genommenes Grab                                       |      |
| Ludwig Koch                                 | 1866     | 1934  | Akademischer Maler, Bildhauer                                                                                 | Gr. 39, Nr. 241           | Ehrenhalber in Obhut genommenes Grab                                       |      |
| Alexander Kolisko                           | 1857     | 1918  | Pathologe, Gerichtsmediziner                                                                                  | Gr. 16, Nr. 59            | Ehrenhalber in Obhut genommenes Grab                                       |      |
| Walter Koschatzky                           | 1921     | 2003  | Kunsthistoriker, Direktor der Albertina                                                                       | Gr. 66, R. 11, Nr. 13     | Ehrenhalber gewidmetes Grab                                                |      |
| Samuel Kostrowicki                          |          | 1863  | | Gr. 6, Nr. 13             | Ehrenhalber in Obhut genommenes Grab                                       |      |
| Robert Kraus                                |          | 1966  | Obersenatsrat                                                                                                 | Gr. 10, Nr. 26/27         | Ehrenhalber in Obhut genommenes Grab                                       |      |
| Franz Krieg von Hochfelden                  | 1776     | 1856  | Reichstagspräsident                                                                                           | Gr. 4, Nr. 80             | Ehrenhalber in Obhut genommenes Grab                                       |      |
| Karl Kuk                                    | 1853     | 1935  | General | Gr. 49, Nr. 233           | Ehrenhalber in Obhut genommenes Grab                                       |      |
| Hans Kunke                                  | 1906     | 1940  | Versicherungsbeamter, Opfer des Faschismus                                                                    | Gr. 28, Nr. 15            | Ehrenhalber in Obhut genommenes Grab                                       |      |
| Stefanie Kunke                              | 1906     | 1943  | Lehrerin, Opfer des Faschismus                                                                                | Gr. 28, Nr. 15            | Ehrenhalber in Obhut genommenes Grab                                       |      |
| Victor Léon                                 | 1858     | 1940  | Schriftsteller, Librettist                                                                                    | Gr. 12, Nr. 70/71/72      | Ehrenhalber gewidmetes Grab                                                |      |
| Alexander Lernet-Holenia                    | 1897     | 1976  | Schriftsteller                                                                                                | Gr. 30, Nr. 23            | Ehrenhalber in Obhut genommenes Grab                                       |      |
| Urban Loritz                                | 1807     | 1881  | Benediktiner, Seelsorger                                                                                      | Gr. 10, Nr. 145           | Ehrenhalber in Obhut genommenes Grab                                       |      |
| Emerich Robert (eigentlich Emmerich Magyar) | 1847     | 1899  | Schauspieler, Sänger, Regisseur                                                                               | Gr. 19, Nr. 3             | Ehrenhalber in Obhut genommenes Grab                                       |      |
| Johann Malfatti                             | 1775     | 1859  | Mediziner | Gr. 3, Nr. 5              | Ehrenhalber in Obhut genommenes Grab                                       |      |
| Hubert Marischka                            | 1882     | 1959  | Schauspieler, Sänger, Regisseur, Drehbuchautor                                                                | Gr. 66, R. 10 Nr. 1A      | Ehrenhalber in Obhut genommenes Grab                                       |      |
| Ludwig Wilhelm Mauthner von Mauthstein      | 1806     | 1858  | Kinderarzt, Gründer des St. Anna Kinderspitals                                                                | Gr. 6, Nr. 17             | Ehrenhalber in Obhut genommenes Grab                                       |      |
| Karl Mayerhofer                             | 1828     | 1913  | Opernsänger                                                                                                   | Gr. 41, Nr. 7             | Ehrenhalber in Obhut genommenes Grab                                       |      |
| Lotte Medelsky                              | 1880     | 1960  | Schauspielerin                                                                                                | Gr. 34, Nr. 24i           | Ehrenhalber in Obhut genommenes Grab                                       |      |
| Fritz Moravec                               | 1922     | 1997  | Forschungsreisender, Reiseschriftsteller, Alpinist                                                            | Gr. 18, R. 7, Nr. 225     | Ehrenhalber gewidmetes Grab                                                |      |
| Karl Moering                                | 1810     | 1870  | Feldmarschallleutnant, Publizist                                                                              | Gr. 4, Nr. 80             | Ehrenhalber in Obhut genommenes Grab                                       |      |
| Ludwig Moser                                | 1869     | 1938  | Komponist, Organist                                                                                           | Gr. 17, R. 3, Nr. 103     | Ehrenhalber in Obhut genommenes Grab                                       |      |
| Josef Neumayer                              | 1844     | 1923  | Bürgermeister von Wien (1910–1912)                                                                            | Gr. 16, Nr. 45E           | Ehrenhalber in Obhut genommenes Grab                                       |      |
| Fritz Novotny                               | 1903     | 1983  | Kunsthistoriker, Direktor der Österreichischen Galerie im Belvedere                                           | Gr. 12, Nr. 58            | Ehrenhalber in Obhut genommenes Grab                                       |      |
| Josef Hilarius Nowalski de Lilia            | 1857     | 1928  | Archäologe | Gr. 29, Nr. 6             | Ehrenhalber gewidmetes Grab                                                |      |
| Clemens von Pausinger-Frankenburg           | 1855     | 1936  | Akademischer Maler                                                                                            | Gr. 55, Nr. 147           | Ehrenhalber in Obhut genommenes Grab                                       |      |
| Georg Pevetz                                | 1893     | 1971  | Akademischer Maler, Graphiker                                                                                 | Gr. 45, Nr. 67            | Ehrenhalber in Obhut genommenes Grab                                       |      |
| Alfred Porges                               | 1902     | 1978  | Bundesrat, Direktor der Wiener Messe AG                                                                       | Gr. 17, Nr. 23            | Ehrenhalber in Obhut genommenes Grab                                       |      |
| Georg Preyss                                | 1810     | 1884  | Arzt, Medizinalrat                                                                                            | Gr. 10, Nr. 33            | Ehrenhalber in Obhut genommenes Grab                                       |      |
| Rudolf Raschke                              | 1923     | 1945  | Offizier | Gr. 66, R. 19 Nr. 7       | Ehrenhalber in Obhut genommenes Grab                                       |      |
| Herbert Reisner                             | 1912     | 1982  | Neurologe, Psychiater                                                                                         | Gr. 45, Nr. 62            | Ehrenhalber in Obhut genommenes Grab                                       |      |
| Theobald von Rizy                           | 1807     | 1882  | Jurist, Landesgerichtspräsident, Cousin von Franz Grillparzer                                                 | Gr. 13, Nr. 109           | Ehrenhalber in Obhut genommenes Grab                                       |      |
| Karl Hans Sailer                            | 1900     | 1957  | Journalist, Sozialistischer Funktionär                                                                        | Gr. 42, Nr. 6             | Ehrenhalber in Obhut genommenes Grab                                       |      |
| Hans Schließmann                            | 1852     | 1920  | Akademischer Maler, Zeichner, Karikaturist                                                                    | Gr. 49, Nr. 123           | Ehrenhalber in Obhut genommenes Grab                                       |      |
| Anton von Schmerling                        | 1805     | 1893  | Ministerpräsident, Jurist                                                                                     | Gr. 5, Nr. 47             | Ehrenhalber in Obhut genommenes Grab                                       |      |
| Emanuel Schwarz                             |          | 1968  | Fußballfunktionär, Arzt                                                                                       | Gr. 35, Nr. 8D            | Ehrenhalber in Obhut genommenes Grab                                       |      |
| Carl Stein                                  | 1797     | 1863  | Instrumentenbauer, Komponist, Pianist                                                                         | Gr. 4, Nr. 1              | Ehrenhalber in Obhut genommenes Grab                                       |      |
| Theresia Strauss                            | 1831     | 1915  | Schwester von Johann Strauss                                                                                  | Gr. 13, Nr. 73            | Ehrenhalber in Obhut genommenes Grab                                       |      |
| Anna Strauss                                | 1829     | 1903  | Schwester von Johann Strauss                                                                                  | Gr. 13, Nr. 73            | Ehrenhalber in Obhut genommenes Grab                                       |      |
| Jetty Treffz (auch: Henriette Strauss)      | 1818     | 1878  | Opernsängerin, Erste Frau von Johann Strauss jun.                                                             | Gr. 13, Nr. 73            | Ehrenhalber in Obhut genommenes Grab                                       |      |
| Wilhelm Strehl                              | 1851     | 1941  | Operettensänger                                                                                               | Gr. 41, Nr. 8D            | Ehrenhalber in Obhut genommenes Grab                                       |      |
| Hans Strotzka                               | 1917     | 1994  | Mediziner, Tiefenpsychologe, Psychotherapeut                                                                  | Gr. 56, Nr. 69            | Ehrenhalber gewidmetes Grab                                                |      |
| Hugo Taglang                                | 1874     | 1944  | Akademischer Bildhauer                                                                                        | Gr. 65, R. 4, Nr. 11      | Ehrenhalber in Obhut genommenes Grab                                       |      |
| Karl Tautenhayn                             | 1871     | 1949  | Komponist | Gr. 5, Nr. 251            | Ehrenhalber in Obhut genommenes Grab                                       |      |
| Franz VI. Szaniszló de Tordo                |          | 1869  | Bischof von Oradea Mare                                                                                       | Gr. 4, Nr. 80             | Ehrenhalber in Obhut genommenes Grab                                       |      |
| Erich Veit                                  | 1896     | 1981  | Maler, Grafiker                                                                                               | Gr. 72, R. 9, Nr. 15      | Grab aufgelassen                                                           |      |
| Otto Wagner                                 | 1841     | 1918  | Architekt, Stadtplaner                                                                                        | Gr. 13, Nr. 131           | Ehrenhalber in Obhut genommenes Grab                                       |      |
| Richard Waldemar                            | 1869     | 1946  | Schauspieler                                                                                                  | Gr. 12, Nr. 144           | Ehrenhalber in Obhut genommenes Grab                                       |      |
| Stella Wang-Tindl                           | 1895     | 1974  | Pianistin | Gr. 68, R. 8, Nr. 1A      | Ehrenhalber in Obhut genommenes Grab                                       |      |
| Franz Weidinger                             | ca. 1850 | 1916  | Bezirksvorsteher von Neubau                                                                                   | Gr. 17, Nr. 6             | Ehrenhalber in Obhut genommenes Grab                                       |      |
| Lucille Weingartner-Marcell                 | 1887     | 1921  | Kammersängerin                                                                                                | Gr. 7, Nr. 1              | Ehrenhalber in Obhut genommenes Grab                                       |      |
| Rudolf Weinwurm                             | 1835     | 1911  | Musikdirektor, Komponist                                                                                      | Gr. 25, Nr. 3             | Ehrenhalber in Obhut genommenes Grab                                       |      |
| Richard Weiskirchner                        | 1861     | 1926  | Bürgermeister von Wien (1913–1919); Präsident des Abgeordnetenhauses (1907–1909), Handelsminister (1909–1911) | Gr. 5, Nr. 286            | Ehrenhalber in Obhut genommenes Grab                                       |      |
| Mathilde Wildauer                           | 1820     | 1878  | Schauspielerin, Sängerin                                                                                      | Gr. 11, Nr. 9             | Ehrenhalber in Obhut genommenes Grab                                       |      |
| Alfred von Wurzbach                         | 1846     | 1915  | Beamter, Kunsthistoriker, Kunstkritiker, Autor                                                                | Gr. 9, Nr. 68/69          | Ehrenhalber in Obhut genommenes Grab                                       |      |
| Leopold Zechner                             | 1884     | 1968  | Politiker, Stadtschulratspräsident                                                                            | Gr. 44, Nr. 43            | Ehrenhalber in Obhut genommenes Grab                                       |      |
| Leopoldine Zehetgruber                      | 1860     | 1935  | Volkssängerin und Schauspielerin                                                                              | Gr. 14, Nr. 63            | In diesem Grab wurde 1935 Leopoldine Kutzel begraben.                      |      |
| Franz von Zeiller                           | 1751     | 1828  | Rektor der Universität Wien, Jurist, Schöpfer des ABGB                                                        | Gr. 3, Nr. 1/2/3          | Ehrenhalber in Obhut genommenes Grab                                       |      |
| Heinrich von Zeißberg                       | 1839     | 1899  | Geschichtslehrer des Kronprinzen Rudolf                                                                       | Gr. 4, Nr. 80             | Ehrenhalber in Obhut genommenes Grab                                       |      |
| Gustav Zelibor                              | 1903     | 1978  | Klavierbegleiter, Kapellmeister, Komponist                                                                    | Gr. 49, Nr. 31            | Ehrenhalber in Obhut genommenes Grab                                       |      |
| Ernst Zwilling                              | 1904     | 1990  | Afrikaforscher und Fotograf                                                                                   | Gr. 8, Nr. 120            | In diesem Grab wurde 1965 Carl Zwilling und 1990 sein Sohn Ernst begraben. |      |

## Legende
Die Tabelle enthält im Einzelnen folgende Informationen:
| Name:               | Name der bestatteten Persönlichkeit. |
| Geb.:               | Geburtsjahr der bestatteten Persönlichkeit. |
| Gest.:              | Sterbejahr der bestatteten Persönlichkeit. |
| Angaben zur Person: | Stichwortartige Kurzbeschreibung zum Beruf und/oder den herausragenden Leistungen der bestatteten Persönlichkeit. |
| Standort:           | Es ist die Lage der Grabstelle angegeben. Verwendete Abkürzungen sind Gr. für Gruppe, R. für Reihe und Nr. für Nummer. |
| Status:             | Es werden bei den Angaben zum Status drei verschiedene Arten unterschieden: 1. Gewidmete Gräber: Ehrenhalber in Obhut genommenes Grab oder Ehrenhalber gewidmetes Grab. 2. Grab aufgelassen: für nicht mehr bestehende Grabstellen. 3. Bei den übrigen Grabstellen ist als <!--unsichtbarer Kommentar--> eine Angabe zur Dauer des Grabnutzungsrechtes eingebunden. |
| Foto:               | Fotografie der Grabstelle (nicht der Persönlichkeit). Klicken des Fotos erzeugt eine vergrößerte Ansicht. |

Die Tabelle ist alphabetisch nach dem Nachnamen der Persönlichkeit sortiert.